# آرنه رینی

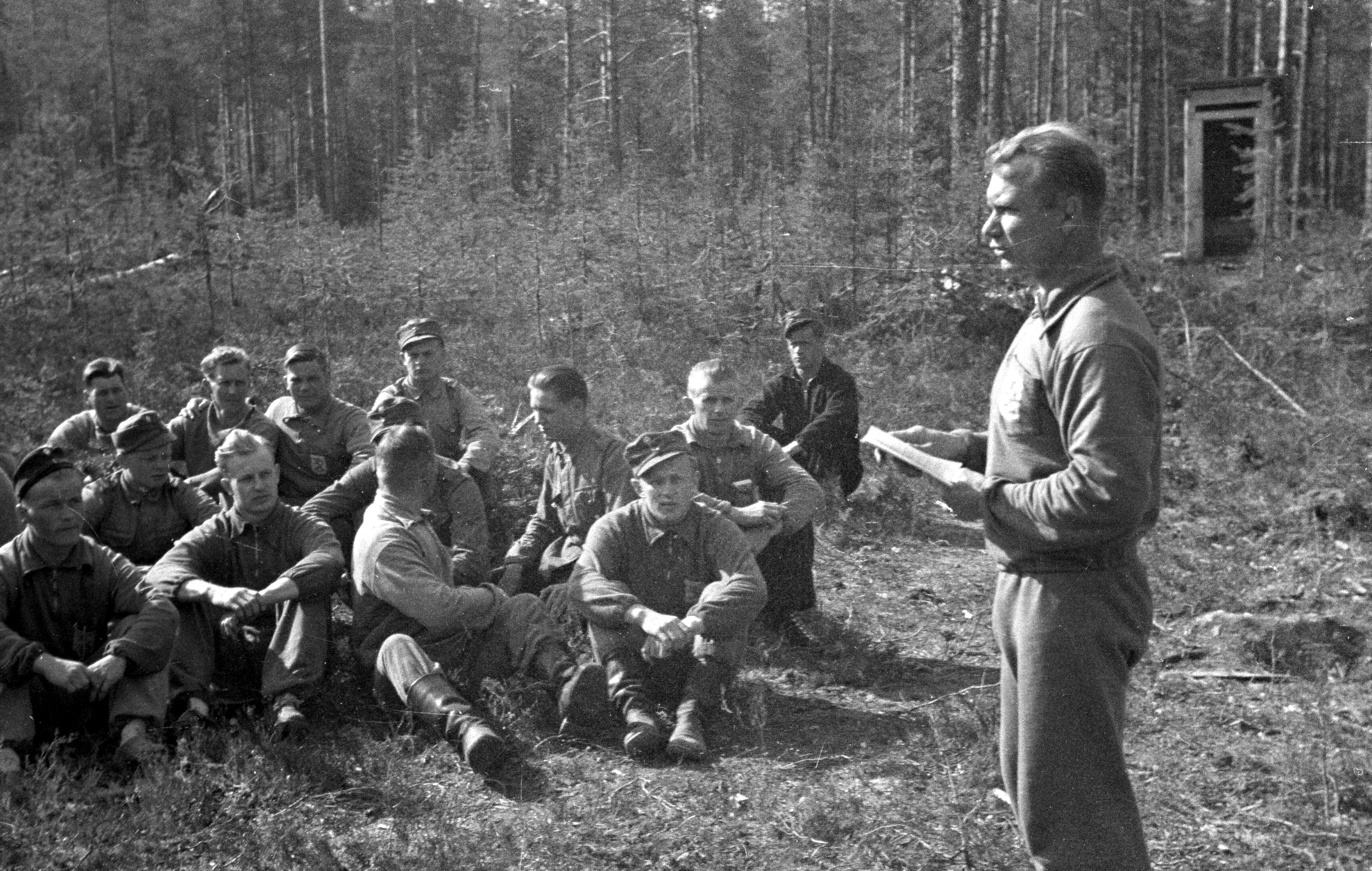
آرنه رینی

آرنه رینی (فنلاندی: Aarne Reini; ۶ اوت ۱۹۰۶ – ۲۳ فوریهٔ ۱۹۷۴) کشتی‌گیر اهل فنلاند بود.